# Gerhard ten Doornkaat Koolman-Stiftung
Die Gerhard ten Doornkaat Koolman-Stiftung (kurz auch Doornkaat-Stiftung genannt, so auch im folgenden Artikel) ist eine gemeinnützige Stiftung privaten Rechts mit Sitz in Norden (Ostfriesland). Sie wurde 1988 von Gerhard ten Doornkaat Koolman, seinerzeit Aufsichtsratsvorsitzender der Doornkaat AG, gegründet. Zunächst war sie als Unternehmensstiftung geplant mit dem Zweck, das Unternehmen auch nach dem Tod des Gründers fortzuführen. Die schwierige Lage der Doornkaat AG auf dem Spirituosenmarkt um 1990 führte schließlich dazu, dass die Stiftung das Unternehmen an den emsländischen Konkurrenten Berentzen verkaufte. Die Erlöse aus dem Verkauf an Berentzen bildeten den Grundstock der Stiftung, die fortan der Förderung gemeinnütziger Zwecken verschrieben wurde, vornehmlich der Wissenschaft und Forschung, Kunst und Kultur, des Umwelt-, Landschafts- und Denkmalschutzes, des Heimatgedankens und der Rettung aus Lebensgefahr mit lokalem Schwerpunkt auf Ostfriesland.

## Struktur
Die Doornkaat-Stiftung wird gerichtlich und außergerichtlich durch einen Vorstand vertreten. Vorstandsvorsitzender ist derzeit (Stand: Februar 2013) der Emder Kaufmann Claas Brons. Dem Vorstand steht ein Kuratorium zur Seite, das von Fokko Büttner (Leer) geleitet wird. Geschäftsführer, in der Doornkaat-Stiftung Syndikus genannt, war bis zu seinem Tode am 22. März 2019 Walter Schulz, ehemaliger Leiter der Johannes a Lasco Bibliothek in Emden. Die Stiftungsorgane kommen in der Regel zweimal jährlich zusammen, um über die Förderanträge zu beraten und ihnen zuzustimmen bzw. sie abzulehnen. Gemäß dem Wunsch des Stifters bestehen die Stiftungsorgane ausschließlich aus im Wirtschaftsleben erfahrenen Personen.

## Finanzielle Entwicklung
Das Stiftungsvermögen betrug Ende 1991 knapp 17,2 Millionen DM, umgerechnet zirka 8,8 Millionen Euro. Die Berentzen AG gab 1993 und 1996 Zustiftungen in einer Gesamthöhe von umgerechnet etwas mehr als 380.000 Euro hinzu. Trotz Schwierigkeiten auf dem Kapitalmarkt in den 2000er-Jahren wuchs das Stiftungsvermögen bis zum 15. September 2012 auf knapp 20 Millionen Euro an. Zugleich wurden in den 20 Jahren ihres Bestehens (bis einschließlich 31. Dezember 2011) etwas mehr als sieben Millionen Euro für die Stiftungszwecke ausgeschüttet, was einem jährlichen Durchschnitt von rund 350.000 Euro entspricht. Ermöglicht wurde dies nicht zuletzt durch eine konservative Anlagepolitik und den niedrigen Verwaltungsaufwand der Stiftung.

## Unterstützte Projekte

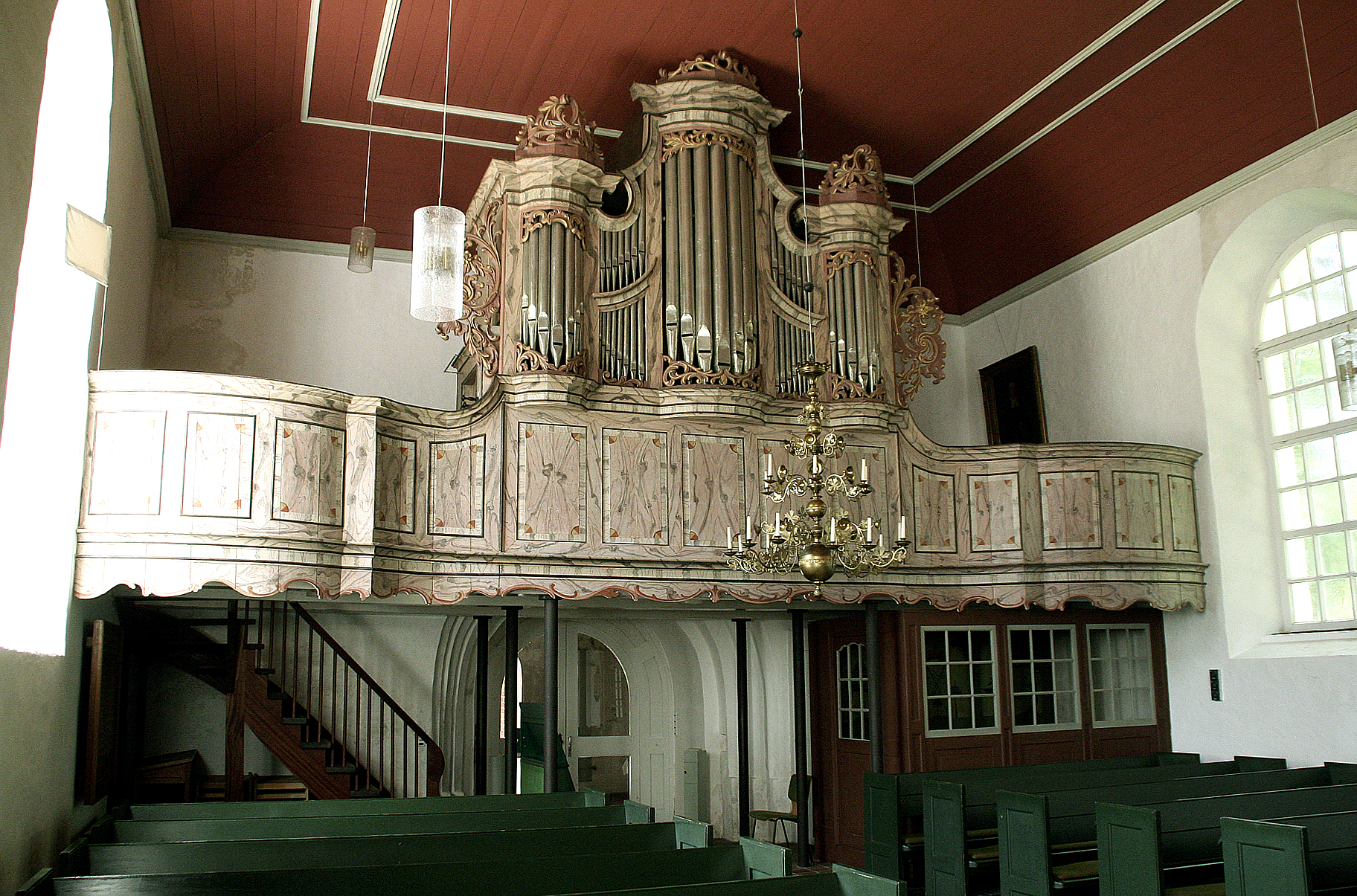
Mit Stiftungshilfe restauriert:
Orgel in Backemoor

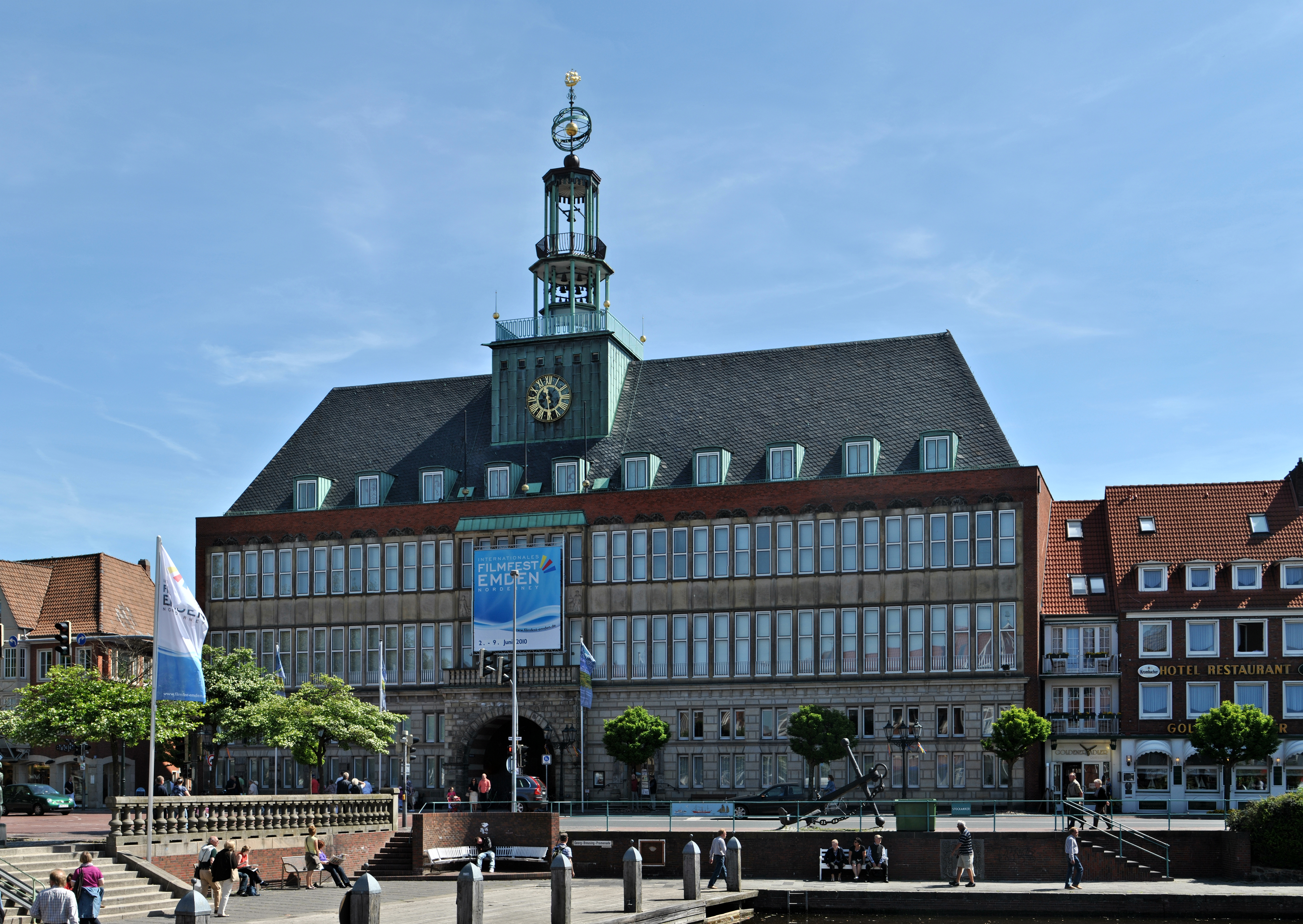
Ostfriesisches Landesmuseum
im Emder Rathaus

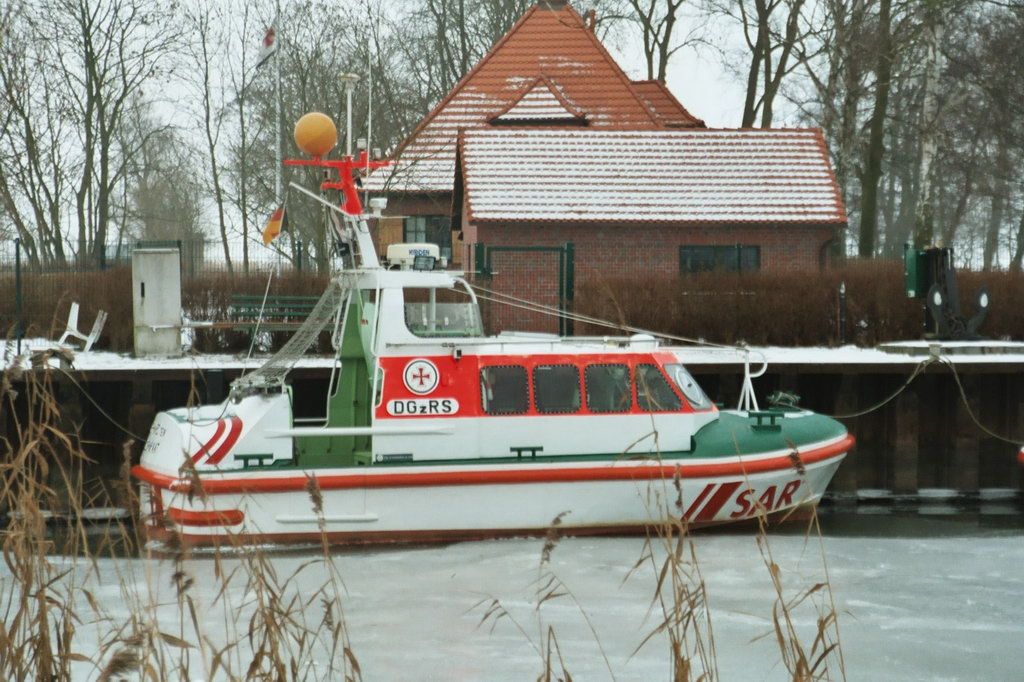
Seenotrettungsboot
Gerhard ten Doornkaat

Gemäß ihrer Satzung fördert die Doornkaat-Stiftung in der Regel nur durch Gewährung einmaliger Zuschüsse, übernimmt also keine Subvention laufender Betriebskosten. Personenbezogene wissenschaftliche Förderungen wie Promotions- oder andere Stipendien werden in der Regel nur dann gefördert, wenn „der Gegenstand der jeweiligen wissenschaftlichen Bemühungen den Stiftungszwecken entspricht und von herausgehobener Bedeutung ist“. Dem ausdrücklichen Wunsch des Stifters folgend, dass die „Förderung des Heimatgedankens“ einer der Stiftungszwecke ist, liegt der eindeutige Schwerpunkt der Förderung im Raum Ostfriesland: In den ersten 20 Jahren ihres Bestehens sind von gut sieben Millionen ausgeschütteten Euro 5,977 Millionen in der Region geblieben.
Der Denkmalschutz hat von Anbeginn der Stiftungstätigkeit breiten Raum eingenommen. Zwischen 1992 und 2003 entfielen allein mehr als 43 Prozent der Fördergelder auf diesen Bereich, davon wiederum 44,65 Prozent allein auf den Altkreis Norden und weitere 37,94 Prozent auf das übrige Ostfriesland. Ein besonderes Augenmerk hatte die Stiftung dabei auf den Erhalt bzw. die Restaurierung der Orgeln in der Orgellandschaft Ostfriesland, die in der Fachwelt als herausragend gilt. Auch die mehr als 60 historischen Windmühlen der Region sowie die mehr als 100 historischen Kirchen wurden bedacht. Für die Orgeln wand die Doornkaat-Stiftung 934.000 Euro auf, weitere 390.000 Euro flossen in die Restaurierung des Interieurs mehrerer Kirchen. Allein für den kirchlichen Bereich (ohne die Johannes a Lasco Bibliothek) wurden mithin 22,2 Prozent der Fördermittel ausgegeben, inklusive der Bibliothek sogar 26,7 Prozent.
Im Bereich der Kulturgüter in öffentlichen Einrichtungen profitierte vor allem die Kunsthalle in Emden durch den Ankauf einer Skulptur des britischen Künstlers David Nash, die die Stiftung der Kunsthalle als Dauerleihgabe zur Verfügung stellte. Die Gesellschaft für bildende Kunst und vaterländische Altertümer zu Emden, die das Ostfriesische Landesmuseum in Emden mitbetreibt, erhielt als Dauerleihgaben erworbene Bilder, darunter des Emder Malers und Architekten Martin Faber und von Felix Nussbaum. Die Stiftung unterstützte den Erwerb von Ausstellungsstücken für das Ostfriesische Teemuseum und dessen Renovierung. Profanbauten wie beispielsweise mehrere der historischen Burgen und Steinhäuser erhielten Zuschüsse für Restaurierungsarbeiten in Höhe von 557.000 Euro. Das mit weitem Abstand größte Einzelprojekt der Doornkaat-Stiftung war der Erwerb eines Bildes des aus Emden stammenden und in Amsterdam berühmt gewordenen Marinemalers Ludolf Backhuysen: Das Werk Die Yacht von Emden und andere Schiffe auf der Reede von Emden aus dem Jahr 1698, erworben von einem Kunsthändler in Amsterdam, kostete 575.000 Euro.
Finanziell gefördert wurden seither auch mehrere wissenschaftliche Werke der Landeskunde Ostfrieslands und die Erfassung der Flurnamen Ostfrieslands. Die Johannes a Lasco Bibliothek, die Bibliothek der Ostfriesischen Landschaft und des Staatsarchivs Aurich erweiterten mit Hilfe der Stiftung ihre Bestände.
Im Bereich des Umweltschutzes entfielen Förderungen unter anderem auf einen naturkundlichen Lehrpfad auf Norderney und auf das Nationalparkhaus auf Borkum, auf den Erhalt der historischen Parkanlagen in Lütetsburg und in Leer-Loga sowie auf mehrere Umweltbildungsprojekte. Der Stifter, der zeit seines Lebens der Deutschen Gesellschaft zur Rettung Schiffbrüchiger nahestand, hat zudem die Rettung aus Lebensgefahr als Stiftungszweck aufgenommen. Wenn mittlerweile der Fokus der Stiftung geografisch eindeutig auf Ostfriesland liegt, so sind in der Vergangenheit auch Projekte in den neuen Bundesländern mit etwas mehr als einer Million Euro (bis 2011) unterstützt worden. Auf Mecklenburg-Vorpommern entfiel darauf der Löwenanteil.